# 安明哲
安明哲（韓語：안명철，1969年—），前北韓集中營警衛，後來南逃到南韓，現為人權活躍份子。

## 生平
安明哲出生於北韓咸鏡南道，由於其家族背景純正的關係，安氏家族被平壤政府定為「核心階級」，其父也因而得以成為北韓國防委員會的情報官員。
1988年，安明哲在服完兩年的兵役後加入國防委員會，並成為集中營的警衛。在1980年代至90年代初的七年間，他先後到過四間的集中營工作，擔當守衛和司機。1994年，其父因與上司發生衝突而被迫自殺，令安明哲產生逃離北韓的念頭。翌年，他在22號集中營工作期間偷偷越過圖們江抵達中國，再偷渡到南韓。
來到南韓後，安明哲在首爾出任銀行職員一職，並與一名南韓女子結婚，育有兩子。同時，安明哲也成為一名人權活躍份子，向世界傳達北韓集中營運作和侵害人權的情況，他的著作包括《圖說 北韓集中營》及《北韓：絕望的收容所》。

## 著作
- （1997年、双葉社）
- （2000年、ベストセラーズ）